# Bruno Beger
Pour les articles homonymes, voir beger.

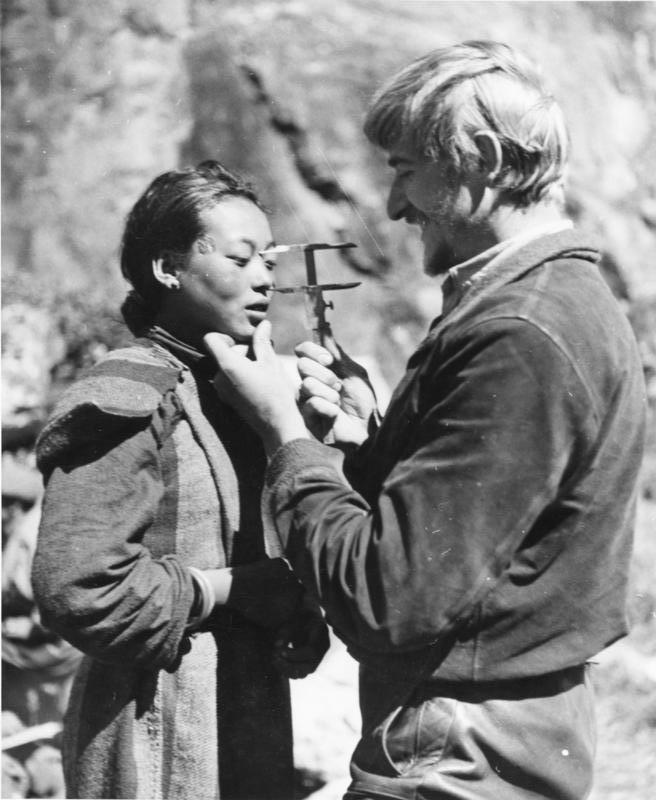
Beger en train d'effectuer des mesures anthropométriques à Lachen, au Sikkim.

Bruno Beger, né le 27 avril 1911 à Francfort-sur-le-Main et mort le 12 octobre 2009 à Königstein im Taunus, est un anthropologue, ethnologue allemand, et Hauptsturmführer–SS (capitaine). Il fut l'élève et le disciple du raciologue allemand Ludwig Ferdinand Clauss.
Il participa à l'expédition allemande au Tibet (1938-1939) d'Ernst Schäfer.
Il travailla sous le nazisme pour l'Ahnenerbe, ou Héritage des ancêtres, société pour l'étude des idées premières, institut de recherche créé par Himmler. Il sélectionna notamment près de 90 déportés juifs destinés à être assassinés pour créer la  collection de squelettes juifs du professeur Hirt.

## Jeunesse et études

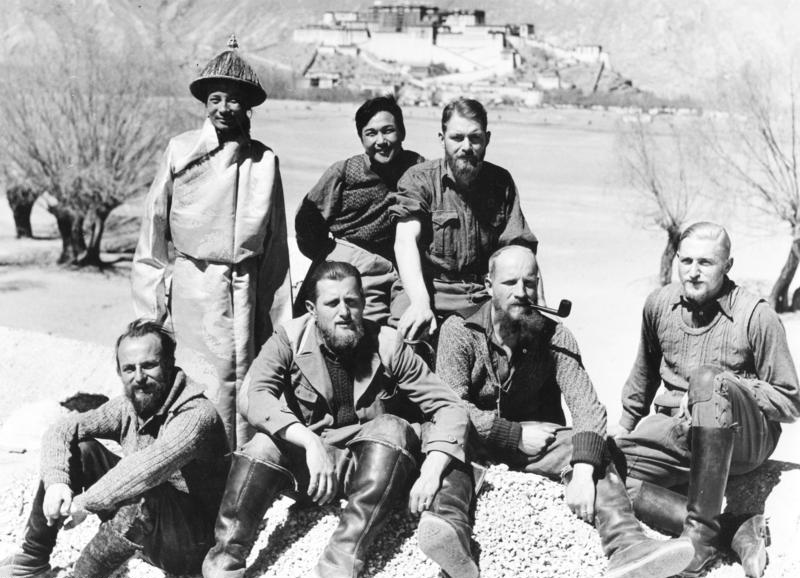
Beger (à droite) devant le palais du Potala, à Lhassa en 1939, avec les autres membres de l'expédition, dont Kaiser Bahadur Thapa et Rabden Khazi, des interprètes du Sikkim.

Bruno Beger est né en 1911 d'une vieille famille d'Heidelberg.
Après la Première Guerre mondiale, au cours de laquelle son père fut tué, un ami de la famille lui paya ses études à l'Université d'Iéna. Il y assista aux cours d'anthropologie d'Hans F. K. Günther, qui devint l'un des raciologues éminents du Troisième Reich. Selon ses propres dires, Bruno Beger étudia l'anthropologie, la géographie et l'ethnographie à Iéna et à Heidelberg, puis gagna Berlin pour y parachever ses études.

## Participation à l'expédition Ernst Schäfer au Tibet

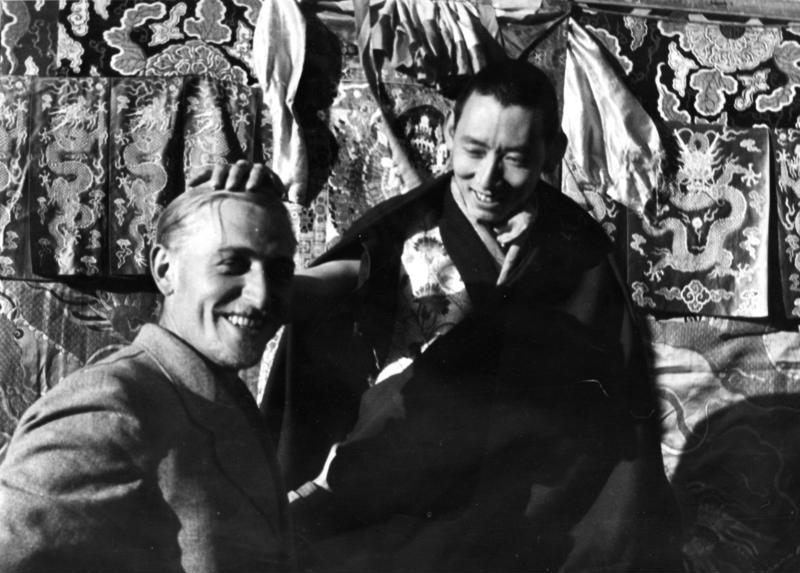
L'anthropologue Beger en compagnie du Régent du Tibet, le Réting Rinpoché, à Lhassa, capitale du Tibet, en 1939.

En 1934, Beger commença à travailler à mi-temps au RuSHA, bureau racial des SS, où il obtint un poste de responsabilité. Alors qu'il devait partir pour une expédition à Hawaï, on l'invita à participer plutôt à l'expédition allemande au Tibet organisée par Ernst Schäfer. Beger lui proposa le programme suivant dans le cadre de l'expédition : « étudier la situation anthropologique et raciale actuelle au moyen de mesures, de l'examen, la photographie et le moulage des traits […], recueillir des informations sur la place, les origines, la signification et le développement de la race nordique dans cette région ».
L'expédition s'avéra un succès, tant par la quantité de matériel collecté que par l'amélioration des relations politiques entre l'Allemagne et le Tibet, pour plusieurs raisons, au nombre desquelles le fait que Bruno Beger avait reçu une courte formation médicale qui lui permit de soigner efficacement des membres de l'aristocratie tibétaine. Tous les matins, des gens faisaient la queue à l'entrée de la maison d'hôte gouvernementale où des membres de l'expédition logeaient. Voila pourquoi ces derniers étaient fréquemment invités chez la noblesse tibétaine. En contrepartie du traitement médical de la célèbre famille Phala, ils reçurent une copie complète du Kangyur de Lhassa.
Selon Kathy Brewis, pendant les huit mois passés à Lhassa, il prit les mensurations de 376 individus et fit des moulages de la tête, du visage, des mains et des oreilles de 17 autres, et releva les empreintes digitales et les empreintes de main de 350 autres. Il s'efforça de gagner les faveurs de  l’aristocratie tibétaine en distribuant des médicaments et en soignant des moines ayant une maladie vénérienne, en échange de la possibilité d'effectuer ses recherches.
Selon ses dires, Bruno Beger noua de nombreuses amitiés tibétaines à Lhassa, en particulier avec la famille du 14e dalaï-lama, la famille Phala et le moine Möndro, responsable de la police municipale. Il est cependant impossible qu'il ait pu rencontrer la famille du dalaï-lama à Lhassa, car l'expédition allemande au Tibet était déjà à Simla en Inde sur le chemin du retour dès les premiers jours d'août 1939. Or, le jeune dalaï-lama et une partie de sa famille (son père, sa mère, deux de ses frères — Lobsang Samten et Gyalo Dhondup — et un oncle, le moine Tagtsèr Garpa Loyèr) partirent de Koumboum dans l'Amdo le 21 juillet, et n'arrivèrent à Lhassa que le 8 octobre 1939.

## Activités dans le cadre de l'Ahnenerbe
Beger travailla avec August Hirt à la Reichsuniversität Straßburg. Il était chargé par l'Ahnenerbe de fournir au médecin nazi des détenus de différents types ethniques, provenant des camps de concentration, et servant aux différentes expériences raciales. En fonction de mesures anthropométriques, il sélectionna à Auschwitz, en 1943, 115 individus vivants qui furent ensuite gazés au camp de Natzwiller, puis, après leur mort, transférés à la Reichsuniversität où officiait Hirt, qui devait transformer les dépouilles en squelettes afin d'établir une collection macabre servant à l'identification des membres de la « race juive ». Si les individus en question furent bien gazés, l'Ahnenerbe omit  de les transformer en squelettes.
En décembre 1941, Beger avait lui aussi proposé au chef de l’Ahnenerbe, Wolfram Sievers, de constituer une collection de crânes juifs dans le cadre de ses recherches anthropologiques. Il s’ensuivit des tensions avec le professeur August Hirt qui voulait être le seul dépositaire de la collection. Deux ans plus tard, Heinrich Himmler, le chef de la SS, imposa aux deux hommes de travailler ensemble pour sélectionner 150 juifs afin de les tuer pour récupérer leur squelette. Beger sélectionna 115 déportés, et s’en réserva quelques-uns pour son usage propre, notamment deux Slaves non-juifs et quatre Asiatiques. Sur les 115 déportés, seuls 85 juifs furent livrés à Hirt au camp de concentration de Natzweiler-Struthof, 28 furent envoyés en Allemagne. La destination de ces derniers fut probablement le château de Mittersill, en Autriche, siège de l’Institut Sven-Hedin de recherche sur l’Asie-Centrale où travaillait Beger. Il n’en reste aucune trace.
Dans une lettre du 13 avril 1943, adressée au secrétaire particulier de Himmler, le Dr Beger dit son approbation de « l'extermination des Juifs en Europe et, au-delà, dans le monde entier si possible ».

## Après guerre
En février 1948, un tribunal de dénazification exonéra Beger, ignorant le rôle de celui-ci dans l'établissement de la collection de squelettes juifs.
Le 30 mars 1960, à la suite d'une enquête réalisée sur cette collection, Beger fut incarcéré, puis relâché quatre mois plus tard en attendant un procès, lequel commença le 27 octobre 1970.
En 1961, son nom fut mentionné lors du procès d'Adolf Eichmann à Jérusalem, Eichmann ayant participé à l'organisation du recensement effectué par Beger à Auschwitz.

### Procès
À son procès, dix ans plus tard, Beger affirma qu'il ignorait que les détenus d'Auschwitz dont il avait pris les mensurations fussent destinés à être tués. Le 6 avril 1971, il fut condamné par le tribunal de Francfort pour complicité dans le meurtre de 86 juifs dans des camps de concentration. Le tribunal ne le condamna qu'à trois ans de prison, ce qui était la peine minimale, mais Beger n'effectua aucun séjour en prison, sa peine ayant été commuée en appel à trois ans de prison avec sursis,.

### Rencontres avec le14edalaï-lama
En 1986, Bruno Beger publia aux éditions Schwartz un fascicule intitulé Meine Begegnungen mit dem Ozean des Wissens (« Mes rencontres avec l'océan de sagesse ») sur ses rencontres avec le dalaï-lama.

### Participation à la rencontre de Londres de 1994
Avec l'alpiniste Heinrich Harrer (qui vécut au Tibet de 1944 à 1951) et Kazi Sonam Togpyal (ancien interprète auprès de la mission indienne au Tibet), Robert W. Ford (ancien officier radio de la mission britannique à Lhassa, puis du gouvernement tibétain), Ronguy Collectt (fille de Sir Charles Bell), Joan Mary Jehu (séjours au Tibet en 1932), Archibald Jack (visite de la garnison britannique à Gyantsé), Fosco Maraini (séjour au Tibet en 1937 et 1948), Bruno Beger cosigna un document affirmant la « conviction que le Tibet était un état pleinement souverain avant 1950 », et posa pour une photographie de groupe aux côtés du 14e dalaï-lama, en 1994, à Londres,.

### Disparition
Sa famille a annoncé sa mort à Königstein le 12 octobre 2009, à l'âge de 98 ans.

## Publications
- (de) Die Bevölkerung der altmärkischen Wische: Eine rassenkundl. Untersuchg, Naturwiss. F., Diss., 1941
- (de) Avec Edmund Geer, Wir ritten nach Lhasa: nach dem Tagebuch, Lux, 1951, 31 p.
- (de) Es war in Tibet: Erlebtes im Himalaya u. in Tibet, Akademie f.d. Graph. Gewerbe, 1964, 36 p.
- (de) Meine Begegnungen mit dem Ozeam des Wissens (c'est-à-dire « Mes rencontres avec l'océan de sagesse »), Éditions Kurt und Dieter Schwartz, Königstein, 1986, 11 p.
- (de) Mit der deutschen Tibetexpedition Ernst Schäfer 1938/39 nach Lhasa, Schwartz, Wiesbaden, 1998, 280 p.